# Ladislao Domínguez
Ladislao Domínguez ist ein ehemaliger mexikanischer Fußballspieler, der vorwiegend im Mittelfeld agierte.

## Laufbahn
Domínguez spielte von 1974 bis 1978 für die UNAM Pumas, mit denen er in der Saison 1976/77 – zum ersten Mal in deren Vereinsgeschichte – die mexikanische Fußballmeisterschaft gewann. Nach einer Saison (1978/79) bei den Tiburones Rojos Veracruz stand er von 1979 bis 1983 bei den Leones Negros, der Profifußballmannschaft der Universidad de Guadalajara, unter Vertrag.

## Erfolge
- Mexikanischer Meister: 1976/77